# Roger Field
Roger C. Field (Londres, 31 de juliol de 1945) és dissenyador industrial i inventor i té registrades més de 100 patents.

## Vida i obra
Field es va criar a Londres, Canterbury i Suïssa. Va ser alumne intern en The King's School, Canterbury i Aiglon College en Villars-sud-Ollon. El 1965 es va traslladar a Califòrnia on va estudiar disseny industrial i va obtenir un títol del Califòrnia College of the Arts. El 1972 vi a Alemanya.
Field també és conegut com a guitarrista i ha tocat, entre d'altres, amb el seu amic Chet Atkins i amb Merle Travis. El seu invent més conegut és la Foldaxe, una guitarra elèctrica plegable que va fer construir per Chet Atkins. Aquesta guitarra pot veure's en el llibre d'Atkins Me and My Guitars. Field es va portar una de les seves guitarres plegables en un Concorde i va tocar la cançó Mr.Sandman el 30 de setembre de 1987 per acompanyar la promoció “a través de la barrera del so”. Field va guanyar amb la seva guitarra un important premi de disseny (Designer's Choice Award) els Estats Units. Va rebre per això la felicitació escrita de Raymond Loewy.
Field ha fotografiat a nombrosos famosos amb la Foldaxe, com ara Paco de Lucía, Keith Richards, Sir Mick Jagger, Sir Paul McCartney, Hank Marvin, David Copperfield i Eric Clapton. Gràcies a l'acció de Roger Field van fer les paus Hank Marvin i Bruce Welch després d'una disputa que va durar més de deu anys, emprenent aquests una gira de comiat amb el seu antic grup The Shadows per Gran Bretanya (2004) i per Europa (2005). Marcel Dadi va compondre la seva cançó Roger Chesterfield per a Roger Field (CD Guitar Legend Volume 1). Field és conegut mundialment pels mitjans com l'amic d'Arnold Schwarzenegger i com a professor d'anglès a Múnic el 1968.